# Corey Harris
Corey Harris (21 de febrero de 1969) es un antropólogo y músico de blues estadounidense nacido en Denver, Colorado.

## Biografía
Harris nació en Denver, Colorado, el 21 de febrero de 1969, y comenzó a tocar la guitarra a los 12 años, después de escuchar los discos de Lightnin 'Hopkins de su madre. Tocó en una banda del rock & roll en la escuela secundaria, y desarrolló sus habilidades de cantante en su iglesia. Hizo estudios universitarios en el Bates College en Maine (donde se especializó en antropología). Después Harris viajó a Camerún para estudiar la lingüística africana; durante su estancia allí, absorbió toda la música africana posible, dejándose seducir por sus complejos polirritmos. Después de regresar a los Estados Unidos, Harris enseñó inglés y francés en Napoleonville, Luisiana, y durante su tiempo libre tocó en los clubes, cafés y esquinas de la cercana Nueva Orleans. 
Alcanzó una cierta reputación local que le ganó un contrato con Alligator Records. En 1995, Alligator lanzó el álbum de debut de Harris, "Between Midnight and Day", solo con su guitarra que ilustró su dominio de diversas variaciones en el estilo Delta blues. El álbum incluía versiones de Sleepy John Estes, Fred McDowell, Charlie Patton, Muddy Waters, y Bukka White. El disco tuvo buenas críticas  señalando a Harris como nueva promesa en la escena del blues. Ello le permitió actuar de telonero de la excantante de 10.000 Maniacs, Natalie Merchant.
Su siguiente álbum fue 'Fish Is not Bitin', publicado en 1997, un disco en que ampliaba el acompañamiento añadiendo una sección de viento de estilo Nueva Orleans en varias pistas, mientras que enfatizaba sus propias composiciones originales. 
En 1999, Harris lanzó el álbum Greens from the Garden que la mayoría de los críticos consideraron su mejor disco hasta entonces. El disco fue un gran éxito y profundizó en el funk y el R & B de Nueva Orleans. El resultado fue un caleidoscopio de estilos musicales negros que le dieron a Harris una atención más generalizada por un público más amplio que lo comenzó a ver como el heredero de Taj Mahal. Con uno de los colaboradores en el disco anterior, el veterano pianista Henry Butler, grabó a dúo un álbum, publicado en 2000, titulado 'Vu-Du Menz', en que se acercaba al jazz y el blues primitivo.
A continuación Harris dejó Alligator por el sello Rounder, y debutó para su nuevo sello en 2002 con 'Downhome Sofisticate', un álbum ecléctico que exploró sus influencias africanas y añadió música latina a su paleta de sonidos. Otros dos álbumes siguieron en Rounder, el maravilloso 'Mississippi to Mali' en 2003 y 'Daily Bread' en 2005, que lo consagraron como uno de los mejores bluesman acústicos contemporáneos.
En 2003, Harris fue un artista destacado y narrador de la película de Martin Scorsese, 'Feel Like Going Home', de la aclamada serie de televisión de la PBS, "The Blues", que trazó la evolución del blues desde el oeste de África al sur de los EE.UU. En 2007, fue galardonado con una MacArthur Fellowship - "Genius award" - de la Fundación John D. y Catherine T. MacArthur. La beca anual, que reconoce a individuos de una amplia gama de disciplinas que muestran creatividad, originalidad y compromiso con el trabajo innovador continuo, describió a Harris como un artista que "forja un camino aventurero marcado por un eclecticismo deliberado".  
Siguiendo con su exploración musical, Harris volvió a Jamaica y a las raíces reggae para su siguiente álbum, 'Zion Crossroads', que fue lanzado en 2007 en Telarc Records. Un segundo álbum en Telarc, 'Blu Black', apareció en 2009 con Harris continuando en la órbita de la música jamaicana. En 2013 publicó 'Fulton Blues' en que Harris vuelve a la interpretación de sus formas híbridas de blues en un conjunto interesante de temas.
Corey Harris vive actualmente en Virginia, realizando giras musicales frecuentemente y ensalzando la tradición clásica africana de la música blues; así mismo, ha organizado varios programas en varias emisoras de radio del área de Virginia central.
Corey ayudó a Billy Bragg y Wilco a componer la música de la canción "Hoodoo Voodoo" para el disco "Mermaid Avenue", el cual consistía en canciones cuyas letras habían sido escritas por Woody Guthrie; también colaboró como músico en dicho disco y en el posterior, "Mermaid Avenue Vol. II". Corey recibió, en 2007, un doctorado honorífico de la universidad Bates College. 

## Estilo
Corey Harris ha conseguido ser uno de los pocos bluesmen contemporáneos capaces de encauzar del blues acústico del Delta sin buscar solo la autenticidad historicista. Junto con Keb 'Mo', Eric Bibb, Otis Taylor, Guy Davis y Alvin "Youngblood" Hart, marcó el renacimiento del blues acústico a mediados de los años noventa. Como instrumentista es un virtuoso de la guitarra acústica de blues, que había sido relegada durante años por la guitarra eléctrica predominante en el Blues de Chicago. Su estilo mezcla una variedad considerable de influencias - de New Orleans al Caribe y a África - en su música. 
Corey Harris ha actuado, grabado, y ha viajado con nombres como BB King, Taj Mahal, Buddy Guy, R.L.Burnside, Ali Farka Toure, Dave Matthews Band, Tracy Chapman, Olu Dara y muchos otros. Con un pie en la tradición y el otro en la experimentación contemporánea, Harris es una voz verdaderamente única en la música contemporánea.
Sus grabaciones exploran la fusión del blues acústico con la música de tradición yoruba, rhythm & blues, reggae, música cajún, o el bolero. Estas grabaciones tienen precedentes en las sesiones de grabación del maliense Ali Farka Touré y el estadounidense Ry Cooder. Y también en las de Taj Mahal con el korista guineano Toumani Diabate.

## Discografía
- 1995: Between Midnight and Day (Alligator)
- 1997: Fish Ain't Bitin (Alligator)
- 1999: Greens from the Garden (Alligator)
- 2000: Vu-Du Menz (Alligator)
- 2001: Live at Starr Hill
- 2002: Downhome Sophisticate (Rounder)
- 2003: Mississippi to Mali (Rounder)
- 2005: Daily Bread (Rounder)
- 2007: Zion Crossroads (Telarc)
- 2009: blu.black (Telarc)
- 2011: Father Sun Mother Earth (Njumba)
- 2012: Believe
- 2012: Motherless Child (Lutan Fyah)
- 2013: Fulton Blues
- 2013: Rasta Blues Experience Live
- 2014: Fulton Blues (Deluxe Edition)
- 2015: Live! from Turtle Island
- 2018: Free Water Way